# Tipula cazieri
Tipula cazieri är en tvåvingeart som beskrevs av Alexander 1942. Tipula cazieri ingår i släktet Tipula och familjen storharkrankar. Inga underarter finns listade i Catalogue of Life.